# Portunus (crustacé)
Cet article concerne le genre de crabes. Pour le dieu romain, voir Portunus.
Genre
Portunus est un genre de crabes de la famille des Portunidae. Il comporte près de cent espèces actuelles dans cinq sous-genres et plus de 40 fossiles.

## Liste des espèces
Sous-genre Portunus (Achelous) De Haan, 1833
- Portunus angustus Rathbun, 1898
- Portunus brevimanus (Faxon, 1895)
- Portunus depressifrons (Stimpson, 1859)
- Portunus dubius (Laurie, 1906)
- Portunus elongatus A. Milne-Edwards, 1861
- Portunus floridanus Rathbun, 1930
- Portunus granulatus granulatus (H. Milne Edwards, 1834)
- Portunus guaymasensis Garth & Stephenson, 1966
- Portunus iridescens (Rathbun, 1894)
- Portunus isolamargaritensis Türkay, 1968
- Portunus orbicularis (Richters, 1880)
- Portunus orbitosinus Rathbun, 1911
- Portunus octodentatus (Gordon, 1938)
- Portunus ordwayi (Stimpson, 1860)
- Portunus sebae (H. Milne Edwards, 1834)
- Portunus spinicarpus (Stimpson, 1871)
- Portunus spinimanus Latreille, 1819
- Portunus stanfordi Rathbun, 1902
- Portunus suborbicularis Stephenson, 1975
- Portunus tuberculatus (Stimpson, 1860)
- Portunus yoronensis Sakai, 1974

Sous-genre Portunus (Lupocycloporus) Alcock, 1899
- Portunus aburatsubo (Balss, 1922)
- Portunus gracilimanus (Stimpson, 1858)
- Portunus innominatus (Rathbun, 1909)
- Portunus laevis (A. Milne-Edwards, 1861)
- Portunus minutus (Shen, 1937)
- Portunus sinuosodactylus Stephenson, 1967
- Portunus wilsoni Moosa, 1981

Sous-genre Portunus (Monomia) Gistel, 1848
- Portunus argentatus (A. Milne-Edwards, 1861)
- Portunus australiensis Stephenson & Cook, 1973
- Portunus curvipenis Stephenson, 1961
- Portunus euglyphus (Laurie, 1906)
- Portunus gladiator Fabricius, 1798
- Portunus lecromi Moosa, 1996
- Portunus petreus (Alcock, 1899)
- Portunus ponticus (Fabricius, 1798)
- Portunus pseudoargentatus Stephenson, 1961
- Portunus rubromarginatus (Lanchester, 1900)
- Portunus samoensis (Ward, 1939)

Sous-genre Portunus (Portunus) Weber, 1795
- Portunus acuminatus (Stimpson, 1871)
- Portunus affinis (Faxon, 1893)
- Portunus anceps (Saussure, 1858)
- Portunus armatus (A. Milne-Edwards, 1861)
- Portunus asper (A. Milne-Edwards, 1861)
- Portunus convexus De Haan, 1835
- Portunus gibbesii (Stimpson, 1859)
- Portunus hastatus (Linnaeus, 1767)
- Portunus inaequalis (Miers, 1881)
- Portunus madagascariensis (Hoffman, 1877)
- Portunus mauricianus Ward, 1942
- Portunus minimus Rathbun, 1898
- Portunus mokyevskii Zarenkov, 1970
- Portunus pelagicus (Linnaeus, 1758)
- Portunus pubescens (Dana, 1852)
- Portunus reticulatus (Herbst, 1799)
- Portunus rufiarcus Davie, 1987
- Portunus rufiremus Holthuis, 1959
- Portunus sanguinolentus (Herbst, 1783)
- Portunus sayi (Gibbes, 1850)
- Portunus segnis (Forskål, 1775)
- Portunus serratifrons (Montrouzier, 1865)
- Portunus trituberculatus (Miers, 1876)
- Portunus ventralis (A. Milne-Edwards, 1879)
- Portunus xantusii (Stimpson, 1860)

Sous-genre Portunus (Xiphonectes) A. Milne-Edwards, 1873
- Portunus alcocki (Nobili, 1905)
- Portunus andersoni (De Man, 1887)
- Portunus arabicus (Nobili, 1905)
- Portunus brockii (De Man, 1887)
- Portunus dayawanensis Chen, 1986
- Portunus gracillimus (Stimpson, 1858)
- Portunus guinotae Stephenson & Rees, 1961
- Portunus hainanensis Chen, 1986
- Portunus hastatoides Fabricius, 1798
- Portunus iranjae Crosnier, 1962
- Portunus latibrachium (Rathbun, 1906)
- Portunus longispinosus (Dana, 1852)
- Portunus macrophthalmus Rathbun, 1906
- Portunus mariei Guinot, 1957
- Portunus paralatibrachium Crosnier, 2002
- Portunus pseudohastatoides Yang & Tang, 2006
- Portunus pseudotenuipes Spiridonov, 1999
- Portunus pulchricristatus (Gordon, 1931)
- Portunus rugosus (A. Milne-Edwards, 1861)
- Portunus spiniferus Stephenson & Rees, 1967
- Portunus spinipes (Miers, 1886)
- Portunus stephensoni Moosa, 1981
- Portunus tenuicaudatus Stephenson, 1961
- Portunus tenuipes (De Haan, 1835)
- Portunus tridentatus Yang, Dai & Song, 1979
- Portunus trilobatus Stephenson, 1972
- Portunus tuberculosus (A. Milne-Edwards, 1861)
- Portunus tweediei (Shen, 1937)

Les espèces fossiles ne sont pas placées dans des sous-genres
- †Portunus alphonsei Karasawa, Schweitzer & Feldmann, 2008
- †Portunus arcuatus (A. Milne-Edwards, 1860)
- †Portunus atecuicitlis Vega, Feldmann, Villalobos-Hiriart & Gio-Argiez, 1999
- †Portunus brouweri Van Straelen, 1924
- †Portunus catalanicus (Vía, 1941)
- †Portunus delgadoi Fontannes, 1884
- †Portunus edwardsi Sismonda, 1861
- †Portunus gabbi Rathbun, 1919
- †Portunus gallicus (A. Milne-Edwards in Bouillé, 1873)
- †Portunus haitensis Rathbun, 1923
- †Portunus incertus (A. Milne-Edwards, 1860)
- †Portunus kisslingi Studer, 1892
- †Portunus kochi (Bittner, 1893)
- †Portunus krambergeri Bittner, 1893
- †Portunus larteti (A. Milne-Edwards, 1860)
- †Portunus levigatus Rathbun, 1945
- †Portunus miocaenicus Müller, 1984
- †Portunus monspeliensis (A. Milne-Edwards, 1860)
- †Portunus neogenicus Müller, 1979
- †Portunus oblongus Rathbun, 1920
- †Portunus obtusus A. Milne-Edwards, 1860
- †Portunus obvallatus Morris & Collins, 1991
- †Portunus oligocaenicus M. Paucă, 1929
- †Portunus pirabaensis Martins-Neto, 2001
- †Portunus radobojanus (Bittner, 1884)
- †Portunus regulensis Van Straelen, 1939
- †Portunus ristorii Karasawa, Schweitzer & Feldmann, 2008
- †Portunus sanshianus Hu, 1984
- †Portunus stenaspis (Bittner, 1884)
- †Portunus suessi (Bittner, 1875)
- †Portunus tenuis Rathbun, 1919
- †Portunus thalae Macarovici, 1970
- †Portunus tongfai Hu, 1981
- †Portunus vectensis (Carter, 1898)
- †Portunus viai Secretan in Philippe & Secretan, 1971
- †Portunus vicentinus (A. Milne-Edwards, 1860)
- †Portunus wynneanus (Stoliczka, 1871),
- †Portunus withersi (Glaessner, 1933),
- †Portunus woodwardi Morris & Collins, 1991
- †Portunus yaucoensis 	Schweitzer, Iturralde-Vinent, Hetler & Velez-Juarbe, 2006

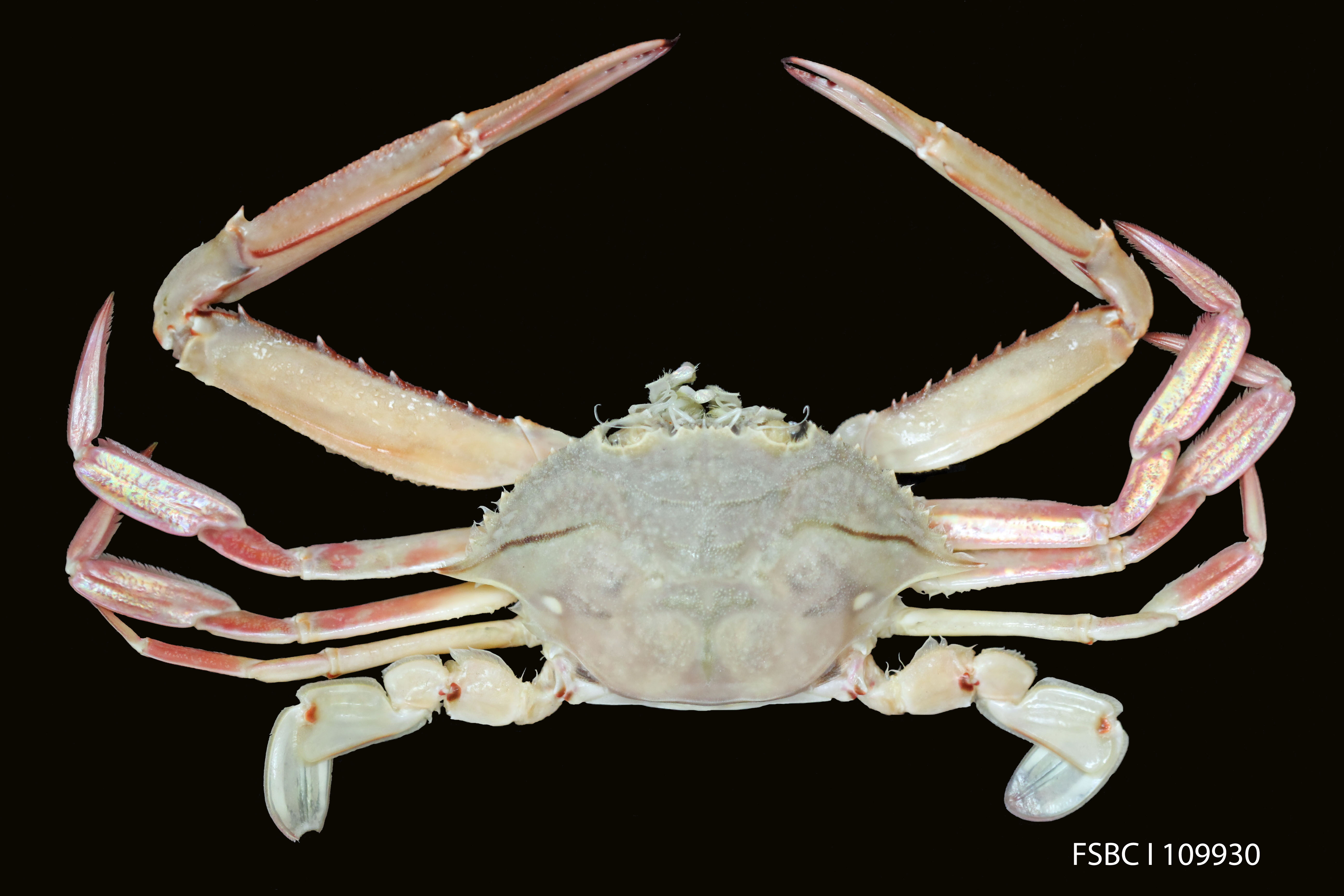
Portunus gibbessi
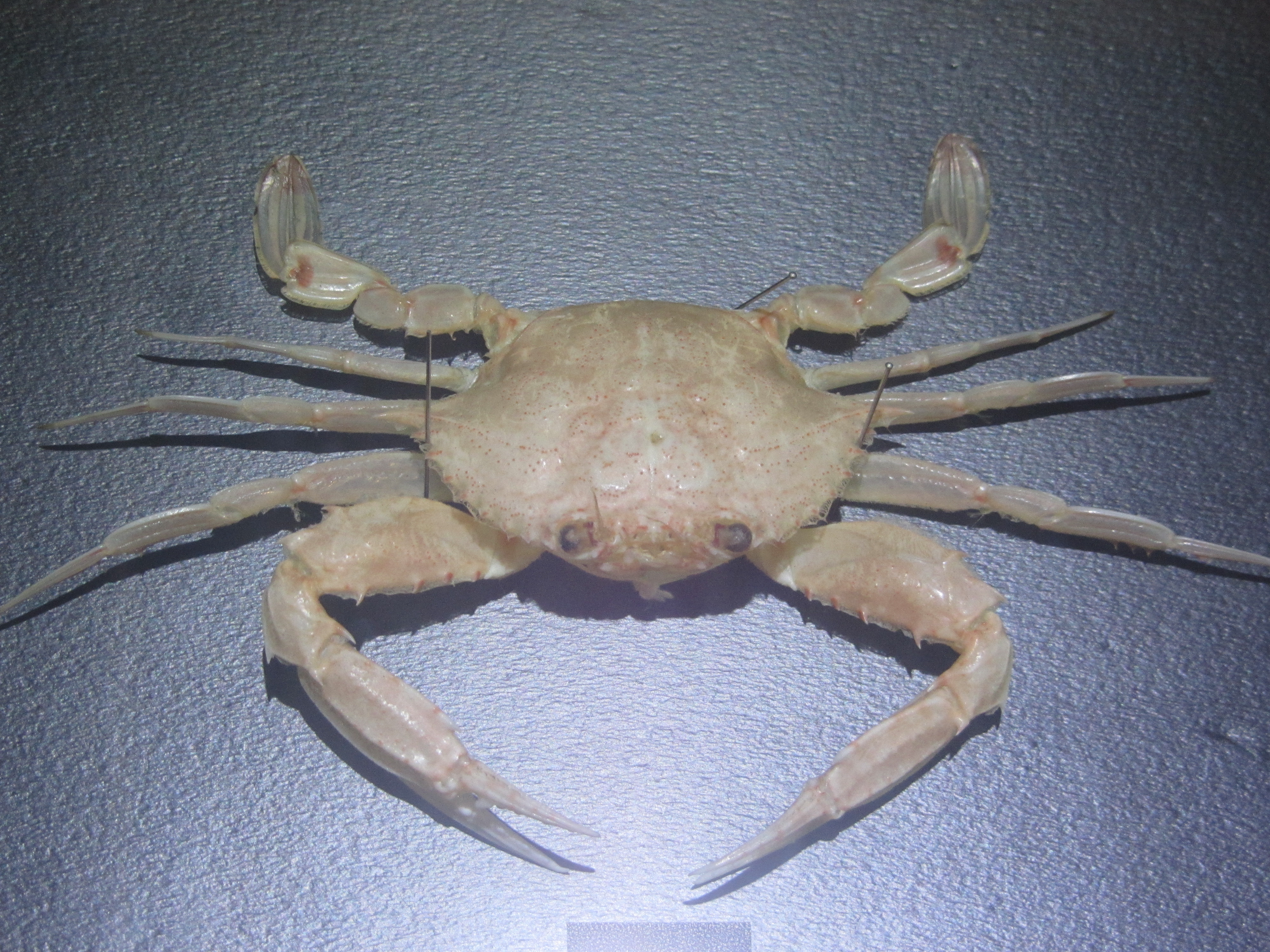
Portunus gladiator
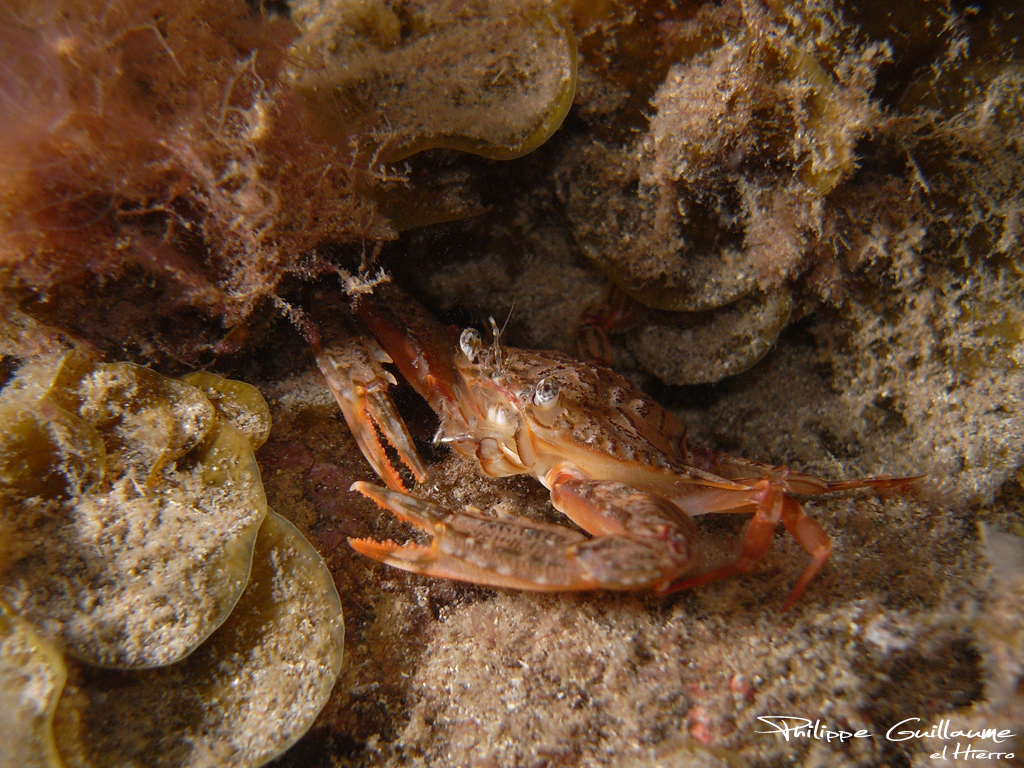
Portunus hastatus
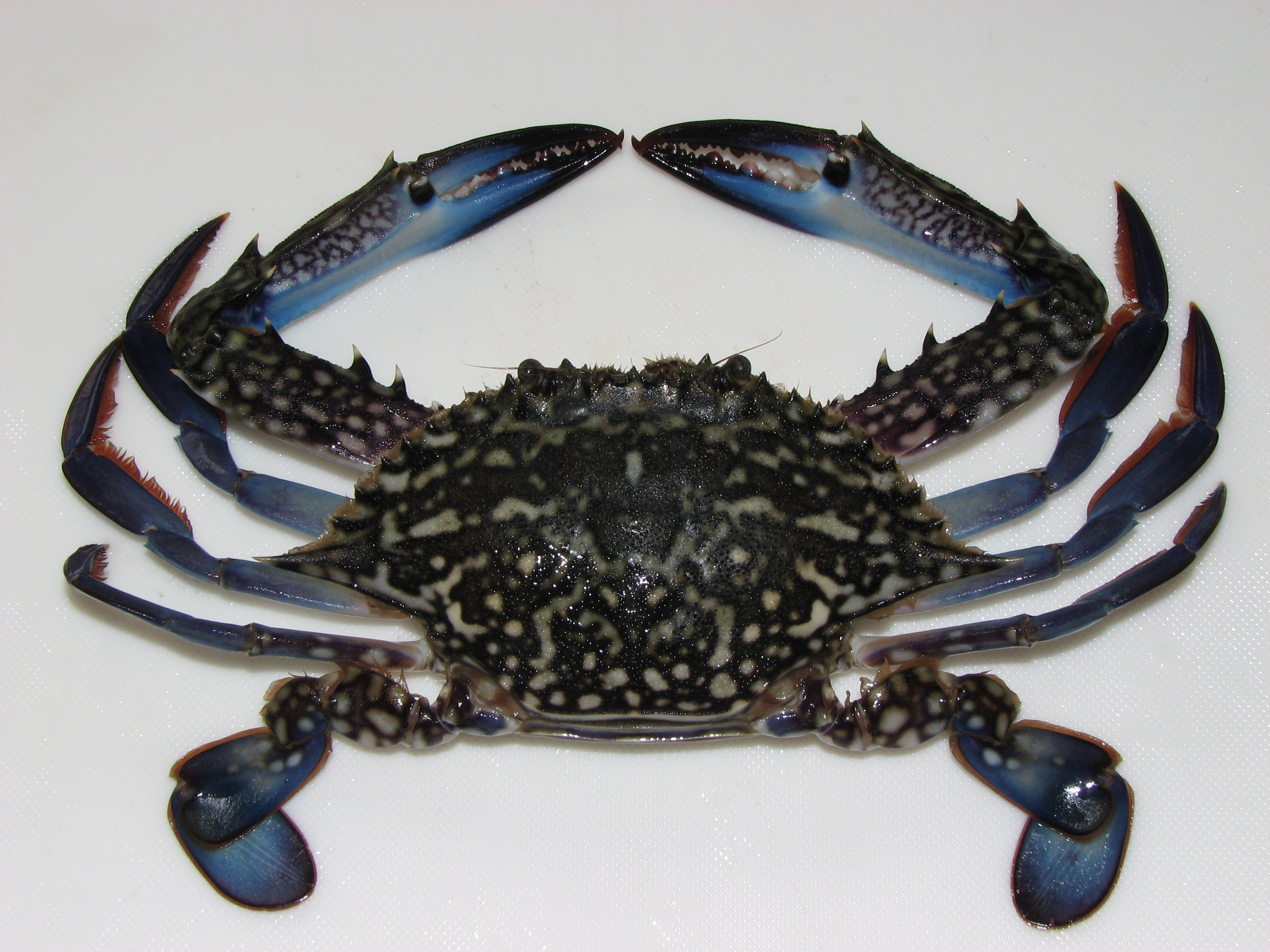
Portunus pelagicus
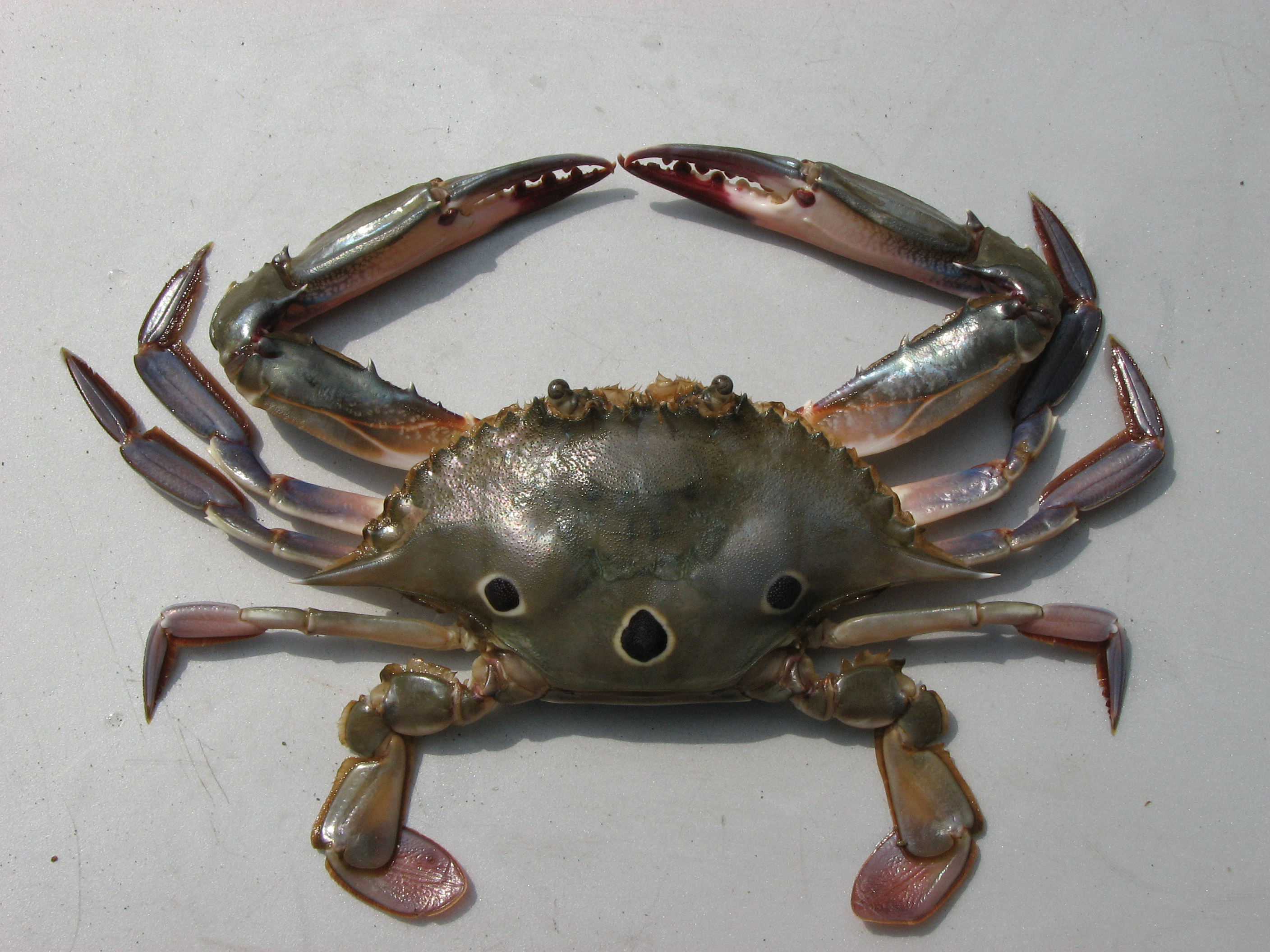
Portunus sanguinolentus
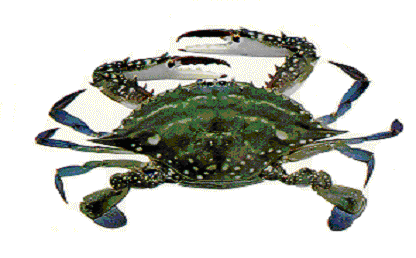
Portunus trituberculatus

## Référence
- Weber, 1795 : Nomenclator entomologicus secundum entomologiam systematicum ill. Fabricii, adjectis speciebus recens detectis et varietatibus. p. 1-171.